# Kagurabue

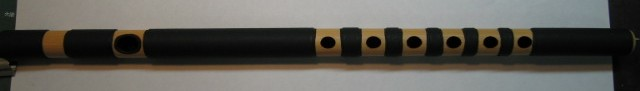
Une flûte kagurabue.

La flûte kagurabue (神楽笛) ou yamatobue (大和笛), de facture proche du ryûteki mais dotée de six trous seulement, est une flûte d'origine japonaise utilisée pour les chants sacrés du mikagura, dans le gagaku.